# Fred Allison
Fred C. Allison (4 juillet 1882 - 2 août 1974) est un physicien et chimiste américain,. Il est connu pour son développement d'une méthode de spectroscopie exploitant l'effet magnéto-optique,, connue sous le nom de méthode magnéto-optique Allison, par laquelle il s'efforça de découvrir les éléments que l'on savait alors manquants dans la classification périodique. Il revendiqua notamment la découverte (plus tard discréditée) de l'alabamine et du virginium, aujourd'hui nommés astate et francium. Il créa le département de physique de l'Université d'Auburn, où il enseigna plus de trente ans.

## Biographie
Fred Allison est né à Glade Spring, aux États-Unis, le 4 juillet 1882. Diplômé du Emory and Henry College en 1904, il y enseigne quelques années, puis il décide de préparer à l'Université Johns-Hopkins son doctorat en physique, qu'il achève finalement à l'université de Virginie en 1920, alors qu'il travaille avec Jesse Beams.
En 1922, Allison est invité à créer le département de physique de l'institut polytechnique de l'Alabama (depuis devenu université d'Auburn). En tant que doyen de l'école des masters, il aide à lancer les premières thèses de doctorat du département. Il reste à l'université jusqu'à sa retraite obligatoire 31 ans plus tard. Il retourne alors au Emory and Henry College, comme titulaire de la chaire de sciences pendant trois ans. Il enseigne ensuite au Huntingdon College de 1956 à 1968, puis rejoint en 1969 l'université d'Auburn où il continue de travailler en laboratoire pratiquement jusqu'à sa mort le 2 août 1974. Le bâtiment du département de physique de l'université porte depuis son nom.

## Travaux
On savait depuis la publication de la classification de Mendeleïev qu'il restait des éléments à découvrir, dont on pouvait même prédire certaines propriétés. Plusieurs scientifiques se sont attelés à la tâche, et mis à la recherche  notamment de l'eka-césium (élément 87, aujourd'hui le francium, situé sous le césium dans la table périodique des éléments) et de l'eka-iode (élément 85, aujourd'hui l'astate, sous l'iode). Leur découverte a été plusieurs fois annoncée sans que cette annonce ne soit ensuite confirmée.
À partir de 1930, les travaux d'Allison à l'institut polytechnique de l'Alabama contribuent au développement d'une méthode de mesure de la dépendance en temps de l'effet Faraday. Allison annonça en 1932 avoir découvert l'élément 87 dans la pollucite et la lépidolite,, et l'élément 85 dans la monazite, un minerai riche en terres rares et en thorium. Il proposa pour ces éléments les noms de virginium et alabamine, du nom des États de Virginie et d'Alabama. Wendell Mitchell Latimer affirma plus tard avoir découvert le tritium par la même méthode.
Après plusieurs années de vérifications et de tentatives infructueuses pour reproduire les résultats d'Allison, la méthode de spectroscopie magnéto-optique s'avéra impropre à la détection des nouveaux éléments. L'effet Allison magnéto-optique, ou "effet Allison", est discuté lors d'un cours d'Irving Langmuir en 1953.